# Xian de Sansui
Le xian de Sansui (三穗县 ; pinyin : Sānsuì Xiàn) est un district administratif de la province du Guizhou en Chine. Il est placé sous la juridiction de la préfecture autonome miao et dong de Qiandongnan.

## Démographie
La population du district était de 192 138 habitants en 1999.